# Crawfordville (Floryda)
Crawfordville – jednostka osadnicza w Stanach Zjednoczonych, w stanie Floryda, w hrabstwie Wakulla.